# Berthellina
Berthellina es un género de moluscos gasterópodos de la familia Pleurobranchidae.

## Especies
- Berthellina barquini Ortea, 2014
- Berthellina circularis (Mörch, 1863)
- Berthellina citrina (Rüppell & Leuckart, 1828)
- Berthellina cuvieri (Bergh, 1898)
- Berthellina delicata (Pease, 1861)
- Berthellina edwardsii (Vayssière, 1897)
- Berthellina engeli Gardiner, 1936
- Berthellina granulata (Krauss, 1848)
- Berthellina ignis Alvim & Pimenta, 2015
- Berthellina ilisima Marcus & Marcus, 1967
- Berthellina magma Ortea, 2014
- Berthellina minor (Bergh, 1905)
- Berthellina oblonga (Audouin, 1826)
- Berthellina quadridens (Mörch, 1863)
- Berthellina saidensis (O'Donoghue, 1929)
- Berthellina utris Ortea, Moro & Caballer, 2014